# كونكورديا
كونكورديا (بالإنجليزية: Concordia, Kansas)‏ هي مدينة تقع في مقاطعة كلاود، كانزاس بولاية كانساس في الولايات المتحدة. تبلغ مساحة هذه المدينة 11.19 (كم²)، وترتفع عن سطح البحر 420 م، بلغ عدد سكانها 5395 نسمة في عام 2010 حسب إحصاء مكتب تعداد الولايات المتحدة وتصل الكثافة السكانية فيها 482.2 نسمة/كم2.

## التركيبة السكانية
قام مكتب تعداد الولايات المتحدة بتحديد بيانات التركيبة السكانية لكونكورديافي تعداد الولايات المتحدة. في ما يلي، التركيبة السكانية حسب تعدادي 2000 و2010.

### تعداد عام 2000
بلغ عدد سكان كونكورديا 5,714 نسمة بحسب تعداد عام 2000، وبلغ عدد الأسر 2,310 أسرة وعدد العائلات 1,399 عائلة مقيمة في المدينة. في حين سجلت الكثافة السكانية 1,689.0 نسمة لكل ميل مربع (652.1/كم2). وبلغ عدد الوحدات السكنية 2,671 وحدة بمتوسط كثافة قدره 789.5 نسمة لكل ميل مربع (304.8/كم2).
وتوزع التركيب العرقي للمدينة بنسبة 97.90% من البيض و 0.25% من الأمريكيين الأصليين و 0.39% من الأمريكيين ذوي الأصول الآسيوية و 0.58% من الأمريكيين الأفارقة و 0.75% من عرقين مختلطين أو أكثر.
بلغ عدد الأسر 2,310 أسرة كانت نسبة 26.7% منها لديها أطفال تحت سن الثامنة عشر تعيش معهم، وبلغت نسبة الأزواج القاطنين مع بعضهم البعض 49.3% من أصل المجموع الكلي للأسر، ونسبة 8.1% من الأسر كان لديها معيلات من الإناث دون وجود شريك، وكانت نسبة 39.4% من غير العائلات. تألفت نسبة 33.6% من أصل جميع الأسر من أفراد ونسبة 16.4% كانوا يعيش معهم شخص وحيد يبلغ من العمر 65 عاماً فما فوق. وبلغ متوسط حجم الأسرة المعيشية 2.88، أما متوسط حجم العائلات فبلغ 2.24.
بلغ العمر الوسطي للسكان 40 عاماً. وكانت نسبة 21.3% من القاطنين تحت سن الثامنة عشر، وكانت نسبة 13.5% بين الثامنة عشر والأربعة وعشرون عاماً، ونسبة 21.9% كانت واقعةً في الفئة العمرية ما بين الخامسة والعشرون حتى والأربعة وأربعون عاماً، ونسبة 19.9% كانت ما بين الخامسة والأربعون حتى الرابعة والستون، ونسبة 23.4% كانت ضمن فئة الخامسة والستون عاماً فما فوق. يوجد لكل 100 أنثى 83.6 ذكر، ويوجد لكل 100 أنثى في الثامنة عشر من عمرها فما فوق 79.0 ذكر.
بلغ متوسط دخل الأسرة في المدينة 31,398 دولار، أما متوسط دخل العائلة فبلغ 40,389 دولار. وكان متوسط دخل الذكور 27,764 دولار مقابل 20,885 دولار للإناث. وسجل دخل الفرد الخاص بالمدينة 17,019 دولار. وكانت نسبة 7.1% من العائلات ونسبة 12.9% من السكان تحت خط الفقر، وكان من هؤلاء نسبة 15.3% تحت سن الثامنة عشر ونسبة 10.1% في الخامسة والستين من العمر وما فوق.

### تعداد عام 2010
بلغ عدد سكان كونكورديا 5,395 نسمة بحسب تعداد عام 2010، وبلغ عدد الأسر 2,186 أسرة وعدد العائلات 1,301 عائلة مقيمة في المدينة. في حين سجلت الكثافة السكانية 1,248.8 نسمة لكل ميل مربع (482.2/كم2). وبلغ عدد الوحدات السكنية 2,545 وحدة بمتوسط كثافة قدره 589.1 لكل ميل مربع (227.5/كم2).
وتوزع التركيب العرقي للمدينة بنسبة 95.3% من البيض و 0.4% من الأمريكيين الأصليين و 0.2% من الأمريكيين ذوي الأصول الآسيوية و 0.8% من الأمريكيين الأفارقة و 1.9% من عرقين مختلطين أو أكثر.
بلغ عدد الأسر 2,186 أسرة كانت نسبة 28.1% منها لديها أطفال تحت سن الثامنة عشر تعيش معهم، وبلغت نسبة الأزواج القاطنين مع بعضهم البعض 45.6% من أصل المجموع الكلي للأسر، ونسبة 9.6% من الأسر كان لديها معيلات من الإناث دون وجود شريك، بينما كانت نسبة 4.3% من الأسر لديها معيلون من الذكور دون وجود شريكة وكانت نسبة 40.5% من غير العائلات. تألفت نسبة 34.2% من أصل جميع الأسر من أفراد ونسبة 15.9% كانوا يعيش معهم شخص وحيد يبلغ من العمر 65 عاماً فما فوق. وبلغ متوسط حجم الأسرة المعيشية 2.86، أما متوسط حجم العائلات فبلغ 2.26.
بلغ العمر الوسطي للسكان 38.7 عاماً. وكانت نسبة 22.3% من القاطنين تحت سن الثامنة عشر، وكانت نسبة 14.2% بين الثامنة عشر والأربعة وعشرون عاماً، ونسبة 20.2% كانت واقعةً في الفئة العمرية ما بين الخامسة والعشرون حتى والأربعة وأربعون عاماً، ونسبة 23.3% كانت ما بين الخامسة والأربعون حتى الرابعة والستون، ونسبة 20.1% كانت ضمن فئة الخامسة والستون عاماً فما فوق. وتوزع التركيب الجنسي للسكان بنسبة 47.7% ذكور و52.3% إناث.

## وصلات خارجية
- ConcordiaKS.org
- The US50 - Cities and Towns in Kansas State